# Tellina zacae
Tellina zacae is een tweekleppigensoort uit de familie van de Tellinidae. De wetenschappelijke naam van de soort is voor het eerst geldig gepubliceerd in 1949 door Hertlein & Strong.